# Chieko Hase
Chieko Hase (長谷 千恵子, Hase Chieko, 25 oktober 1956) is een voormalig Japans voetbalster.

## Carrière
Hase maakte op 7 juni 1981 haar debuut in het Japans vrouwenvoetbalelftal tijdens een wedstrijd om het Aziatisch kampioenschap 1981 tegen het Chinees Taipei. Ze heeft 3 interlands voor het Japanse vrouwenelftal gespeeld.

## Statistieken
| Japans vrouwenvoetbalelftal | Japans vrouwenvoetbalelftal | Japans vrouwenvoetbalelftal |
| Jaar                        | Wed.                        | Dlp.                        |
| --------------------------- | --------------------------- | --------------------------- |
| 1981                        | 3                           | 0                           |
| Totaal                      | 3                           | 0                           |